# Foca-barbuda
As focas-barbudas (Erignathus barbatus) são membros da família Phocidae. São conhecidas no idioma inglês de Bearded Seal que a tradução é o próprio nome: foca barbuda . Possuem uma ampla distribuição no Ártico que inclui o Chukchi e mares Beaufort do Alasca, assim como o Ártico Canadá, Svalbard e Rússia, mas também são encontrado no mar subártico de Bering, no mar de Okhotsk e no mar do Japão.
Habita a região do Oceano Ártico. Vive desde o Norte do Canadá aparecendo em todo o Norte da Europa, chegando até 80-85° da latitude Norte. São muito vulneráveis às mudanças no ecossistema. São caçadas normalmente com fins de subsistência. 

## Descrição
A foca barbuda é um grande focídeo ártico. Os adultos são de 2 a 2,5 metros de comprimento e são marrom-acinzentados. O peso varia em um ciclo anual, mas uma média seria de 250 a 300 kg. As fêmeas, que são um pouco maiores que os machos, podem pesar mais de 425 kg na primavera. Focas barbudas muitas vezes têm manchas irregulares de cor clara e podem, em algumas áreas geográficas, também possuir faces vermelho-ferrugem e nadadeiras dianteiras. A cor de ferrugem vem do contato com compostos ferrosos no sedimentos de fundo que aderem à superfície do pelo e, então, oxidam quando trazidos à superfície. Os filhotes são aproximadamente de 1,3 metro de comprimento ao nascer e pesam em média 33 kg. Seus rostos têm bochechas brancas e manchas brancas na sobrancelha, que lhes dão uma aparência de "ursinho de pelúcia". Os filhotes de 1 ano de idade são muito parecidos com filhotes recém-nascidos, mas os padrões faciais são distintos e,   têm pequenas manchas escuras com diferentes formatos em suas barrigas. Semelhante aos adultos, os animais jovens costumam ter manchas brancas. A forma do corpo possui uma forma nem característica com um formato retangular e com nadadeiras dianteiras que possuem garras muito fortes.. Suas cabeças parecem ser pequenas comparado ao tamanho do corpo. No Ártico Canadense refere-se a esta parte como "nadadeiras quadradas", pois dá forma de suas nadadeiras frontais. Eles possuem bigodes faciais elaborados e suaves que tendem a enrolar quando secos; essa característica lhes dá seu nome comum: foca barbuda. As fêmeas têm quatro glândulas mamárias (uma característica compartilhada com as focas-monge, Monachus spp.).

## Distribuição
As focas barbudas têm uma distribuição irregular em grande parte do Ártico e Subártico. Seu habitat preferido é o gelo acumulado em áreas sobre plataformas de águas rasas. Eles são frequentemente encontrados em áreas costeiras. Acredita-se que algumas populações sejam residentes durante todo o ano, enquanto outras seguem a retração do bloco de gelo para o norte durante o verão e o avanço para o sul mais uma vez no final do outono e inverno. Eles podem fazer buracos no gelo relativamente fino, mas evitam áreas de gelo pesado. Durante o inverno, eles se concentram em áreas que contêm polínias (área de águas abertas no meio da banquisa ou do gelo fixo, e que não tenha forma linear ), em áreas onde o chumbo no gelo tende a ser um característica, ou ao longo do lado de fora das áreas de gelo. Animais juvenis vagam bastante e podem ser encontrados muito ao sul. Um recém-nascido equipado com uma etiqueta de satélite em Svalbard viajou para o sul até Jan Mayen e depois quase para a costa da Groenlândia no mês seguinte ao desmame, quando a etiqueta infelizmente deixou de transmitir.

## Alimentação
Ao analisar o comportamento e o tipo de alimento que as focas-barbudas consomem, encontrou-se amostras de presas e foram feitas as identificações de espécimes inteiros ou itens duros, como otólitos de peixes (estruturas rígidas de carbonato de cálcio e outros minerais, que estão localizados no ouvido interno dos peixes ósseos ), exoesqueletos de crustáceos, bicos de cefalópode, mandíbulas de polichaete e restos de conchas moluscos.  As espécies de peixes que mais encontradas nos tratos gastrointestinais das focas foram o bacalhau-polar (Boreogadus saida), , seguido por Sculpins (Cottidae spp.), peixe Solha-americana (hippoglossoides platessoides) e a enguia (Lumpenus medius). Os crustáceos mais frequentes foram o caranguejo-aranha (Hyas araneus), Sabinea septemcarinatus, Sclerocrangon boreas  e Lebbeus polaris. Outras espécies como cefalópodes, vermes polichaete, anfíbios ocorreram em pequenas quantidades. Não há diferenças significativas no comportamento alimentar entre fêmeas e machos.

## Vocalização
Para a identificação das vocalizações da focas-barbudas machos, registrados ao longo de sua distribuição no Ártico, foram estudadas 16 parâmetros para cada vocalização e foi examinado a variabilidade usando análises de árvore de classificação. Havia quatro categorias principais chamadas de: trinado, subida, varredura e gemido. Trilos divididos em três subcategorias: trinados com subida/pluma, trinados longos e trinados curtos. Nem todas as categorias de canto estavam presentes em todos os locais: a subida ocorreu apenas no Alasca e oeste do Canadá, a varredura ocorreu apenas em Svalbard e no Alto Ártico canadense, e o trinado com subida/pluma ocorreu em todos os locais, exceto Svalbard. Diferenças geográficas entre os locais foram aparentes no tamanho do repertório, bem como na estrutura vocal. Além disso, um gradiente leste-oeste nas semelhanças estruturais das vocalizações entre os tipos de chamadas eram aparentes. O repertório vocal das focas barbudas parecia relativamente estável; por exemplo, durante um período de 16 anos, nenhuma chamada foi perdida ou adicionada ao repertório do Alasca. A explicação mais provável para as diferenças vocais observadas entre os locais é o isolamento geográfico das populações pela distância física. Outros fatores, como influências ecológicas variadas (por exemplo, adaptação a habitats de gelo variados) ou seleção sexual, também podem contribuir para a variabilidade vocal e resultar na variação geográfica observada.

## Comportamento
As focas barbudas são em grande parte solitárias, embora não seja incomum para vê-las transitando em conjunto formando pequenos grupos na primavera ou no início do verão. É bastante incomum ver uma foca barbuda se movimentando no ambiente terrestre, pois elas preferem se arrastar no gelo. Além disso, não são cautelosas em um sentido geral, em algumas áreas como Svalbard, Noruega, elas são muito mansas e podem ser abordados por humanos a poucos metros de um barco e sem demonstrarem reação. Habilidades de natação se desenvolvem rapidamente nesta espécie, os filhotes podem mergulhar profundidades maiores que 90 metros e permanecerem submersos por períodos com mais de 5 minutos quando eles têm apenas algumas semanas de idade. Elas passam aproximadamente metade do seu tempo na água durante o período de amamentação, que dura um total de 18 a 24 dias e os filhotes começam a se alimentar com comidas sólidas enquanto ainda estão acompanhados por seus mãe.  Filhotes de focas barbudas nadam com suas mães horas após o nascimento. Esta entrada precoce no mar é provavelmente um mecanismo para evitar a predação do urso polar. Focas barbudas fêmeas passam pouco tempo na superfície com seus filhotes, além do necessário para a amamentação. Essa espécie possuem a características de serem mergulhadoras na parte rasa do mar. Assim, conseguem encontrar e consumir grande parte dos alimentos bentônicos. Usam seus bigodes para ajudá-las encontrar comida em substratos macios. A maioria dos mergulhos possuem profundidades inferiores a 100 metros, embora, nos adultos foi registrados mergulhos de até quase 300 metros. Filhotes com alguns meses de idade detêm o recorde de profundidade atual para o espécie, que é de 488 metros. A maioria dos mergulhos tem menos de 10 minutos de duração, embora possam mergulhar por até 20 a 25 minutos.
Além disso, ursos polares (Ursus maritimus) e morsas (Odobenus rosmarus), baleias assassinas (Orcinus orca) e tubarões da Groenlândia (Somniosus microcephalus) são predadores de focas-barbudas

## Reprodução
O tempo de reprodução parece variar geograficamente, com picos ocorrendo em algum momento entre o final de março e meados de maio, dependendo da localidade. As fêmeas realizam o parto sozinhas, em pequenas banquisas à deriva em áreas de águas rasas. Os filhotes nascem com uma fina camada de túnica subcutânea, que é possui a função de ser uma adaptação para entrar na água logo após nascimento. As focas-barbudas passam por um período  de perda e renovação do pelo durante o início do verão. Durante este período, concentrações relativamente grandes de animais pode ocorrer neste momento, devido à quantidade limitada de gelo disponível em algumas áreas do Ártico, geralmente, ocorre em junho. As focas-barbudas fêmeas atingem a maturidade sexual por volta dos 5 anos de idade, enquanto os machos, normalmente, quando têm 6 ou 7 anos. Essas focas vivem por 20 a 25 anos.